# Surgoinsville
Surgoinsville é uma cidade  localizada no estado norte-americano de Tennessee, no Condado de Hawkins.

## Demografia
Segundo o censo norte-americano de 2000, a sua população era de 1484 habitantes.
Em 2006, foi estimada uma população de 1754, um aumento de 270 (18.2%).

## Geografia
De acordo com o United States Census Bureau tem uma área de
10,6 km², dos quais 10,5 km² cobertos por terra e 0,1 km² cobertos por água.

## Localidades na vizinhança
O diagrama seguinte representa as localidades num raio de 24 km ao redor de Surgoinsville.